# Fidelity (Illinois)
Fidelity – wieś w Stanach Zjednoczonych, w stanie Illinois, w hrabstwie Jefferson.